# 威廉·卡尔·巴肯
威廉·卡尔·巴肯（英語：William Carl Buchan，1956年12月23日—），美国男子帆船运动员。他曾代表美国参加1984年夏季奥林匹克运动会帆船比赛，联同乔纳森·麦基获得一枚金牌。

## 家庭
父亲威廉·厄尔·巴肯。